# 1. Sinfonie (Schnittke)
Die Symphonie Nr. 1 ist das Schlüsselwerk in Alfred Schnittkes musikalischem Schaffen. Sie entstand in den Jahren 1969–1972 parallel zur Filmmusik zu Romms „Und dennoch glaube ich“ und wurde am 9. Februar 1974 in Gorki vom dortigen Philharmonischen Orchester und dem Jazzensemble Melodia unter der Leitung von Roschdestwenski uraufgeführt, dem Schnittke das Werk auch widmete. Die Aufführungsdauer beträgt gut eine Stunde.

## Anlage und Form
Schnittke erweiterte das Orchester um eine Saxophongruppe, diverse Tasteninstrumente, eine Orgel, eine E- sowie eine Bassgitarre und einen großen Schlagwerkapparat. Zudem vergrößerte er die Holzbläser- und die Streicherbesetzung und erhöhte die Anzahl der Harfen. Die Sinfonie bezieht auch dramaturgische Elemente mit ein; so treten einige Musiker auf und ab, der Aufgang des Orchesters und des Dirigenten ist explizit vorgeschrieben. Das Werk steht insgesamt im Zeichen der Polystilistik und Collagetechnik: Oft verschmelzen musikalische Gedanken untereinander, an vielen Stellen erscheinen Musikfetzen aus den unterschiedlichsten Musikgenres.

## Musik
Zu Beginn steht ein Prolog, wobei die Musiker – nach einigen Glockenschlägen und angeführt von einem Jazztrompeter – in improvisierender Weise auftreten. Es bildet sich ein klangliches Wirrwarr der nun sitzenden Instrumentalisten, das beim Auftritt des Dirigenten verschwindet, schließlich aber erneut beginnt. Nachdem er wieder „Herr über sein Orchester“ geworden ist, beginnt auf einen Fingerzeig des Dirigenten hin der 1. Satz der Sinfonie: Dort verschmilzt Ordnung mit Chaos, konträre Musikstile werden gegeneinander positioniert. So wird der Beginn im Tutti-C von einem Cluster aus zwölf Tönen gefolgt. Eine ernsthafte Stelle wird mit Foxtrott pariert, Barockes steht neben Filmmusik, Kunstvolles überlagert sich mit Banalem, musikalische Kleinstbrocken collagieren sich gegenseitig. Immer wieder entstehen Ruhepole, die wieder ausgelöscht werden. Gegen Ende wird ein Thema aus Beethovens fünfter Sinfonie verarbeitet, den Schluss bilden tiefe Blechbläser zusammen mit einer Solotrompete.
Der 2. Satz, das Jahrmarkt-Scherzo, wie es Schnittke selbst bezeichnet hat, beginnt wieder mit einem barockartigen Thema, das sich bald mit einem bunten, tänzerischen Potpourri aus Walzer-, Ländler-, Marsch-, aber auch Salonmusik-Fragmenten vermengt, so dass ein polytonaler und polyrhythmischer, aber dennoch überschaubarer Mischmasch entsteht, aus dem mal die eine, mal die andere Partei hervorragt. Dem schließt sich eine jazzige Improvisation des Klaviers zusammen mit einer Violine und einem Saxophon an, die in eine Kollektivimprovisation des gesamten Orchesters mündet. Der Satz endet mit dem Auszug der Bläser.
Im darauffolgenden, meditationsartigen 3. Satz, der nur mit Streichern, Schlagwerk und Tasteninstrumenten besetzt ist, wagt Schnittke einen Ausflug in die Zwölftontechnik und die Serielle Musik. Darüber hinaus lässt er die Dynamik der Streicher wellengleich an- und abschwellen; einem Aufbäumen folgt der Einbruch. Während sich die Instrumente im anfänglichen, neu einsetzenden Durcheinander neu ordnen, setzen die Bläser aus dem Bereich hinter den Kulissen ein. Nachdem sich die Streicher auf ein unisones E geeinigt haben, treten die Bläser wieder ein und intonieren einen Trauermarsch.
Nahtlos beginnt der 4. Satz, der der Schilderung einer Apokalypse gleicht und die polystilischen Mittel voll auskostet; Schnittke bedient sich hier an Zitaten aus sämtlichen Musikepochen: In den Mix gehen unter anderem Flicken eines gregorianischen Chorals, der Geschichten aus dem Wienerwald, des ersten Klavierkonzerts Tschaikowskis, des Dies irae, eines Tangos, eines Beatles-Songs und des Jazz mit ein. Es folgen ein Orgelbrausen und ein 66-stimmiger Kanon über den C-Dur-Dreiklang, bevor zahlreiche Cluster und Dissonanzen die scheinbare Ordnung und Harmonie zerstören. Nach einem versöhnenden Akkord über die volle Breite des Orchesters werden die letzten 14 Takte der Abschiedssinfonie Haydns eingestreut. Den Schluss bilden die Glockenschläge und das Orchestertohuwabohu des Anfangs. Der Dirigent ist zu diesem Zeitpunkt bereits verschwunden.

## Bedeutung
Schnittke selbst sprach seiner ersten Sinfonie eine entscheidende Schlüsselrolle in seinem Werk zu:

„Die Erste ist für mich das zentrale Werk, weil alles darin enthalten ist, was ich jemals im Leben gehabt und gemacht habe, sowohl das Schlechte und Kitschigste – auch die Filmmusiken – so auch das Ernsteste. Das kommt alles schon in diesem Stück vor, und da sind alle späteren Werke Fortsetzungen davon und dadurch bedingt.“

An einer weiteren Stelle bezeichnet Schnittke die Sinfonie als „Summe mehrerer schöpferischer Suchaktionen und Problemlösungen“, die alles aufnahm, was er „damals zur Musikform, zum Zusammenwirken verschiedener Stile und Genres, zur Gegenüberstellung von E- und U-Musik sagen wollte“. Alle Nachfolgewerke seien quasi ihre Fortführung gewesen.
Die Uraufführung endete 1974 in einem Skandal, der auch Diskussionen über den allgemeinen Sinfoniebegriff und die Intentionen des Komponisten aufwarf. 1986 stand sie erstmals in Moskau auf dem Programm. Das Stück erfreut sich immer noch einiger Beliebtheit und wird nicht selten wiederaufgeführt. Es existieren bereits einige CD-Aufnahmen des Werkes.